# 杨翊
杨翊（1925年—），原名易鼎铭，曾用笔名文诒、李冰等，男，湖南长沙人，中国新闻活动家，曾任中华全国新闻工作者协会书记处书记。